# Marienkapelle (Scheifendahl)
Koordinaten: 51° 1′ 58″ N, 6° 4′ 30″ O
Die Marienkapelle befindet sich im Ortsteil Scheifendahl der Stadt Heinsberg in Nordrhein-Westfalen. Die Kapelle steht als Baudenkmal unter Denkmalschutz.

## Lage
Die Kapelle steht in Scheifendahl 72. In der Kapelle ist die Kriegergedenkstätte.

## Geschichte
Scheifendahl hatte schon recht früh eine kleine Holzkapelle zu Ehren der Unbefleckten Empfängnis. Im Jahre 1889/90 erbauten die Einwohner von Scheifendahl eine neue Kapelle aus Ziegelstein, die sie am 31. August 1890 der Kirche Waldenrath schenkten. Schutzpatronin ist die Hl. Brigida. 1925 wurde das Kirchengebäude wegen Platzmangel erweitert. Hierzu waren zahlreiche Spenden und Stiftungen verfügt worden. 1963 wurde die Kapelle repariert und es wurde eine neue Sakristei gebaut. Am 13. April 1992 wurde die Kapelle durch ein Erdbeben so stark beschädigt, dass sie für drei Jahre geschlossen werden musste. Am 12. Juli 2010 wurde bei einem Sturm die Turmspitze schwer beschädigt, so dass der Turm neu errichtet werden musste. 2011 wurde die Glocke mit einem neuen Klöppel versehen.

## Architektur
Die Marienkapelle ist ein Backsteinbau mit Querschiff und Chor. Auf dem Giebel steht ein vierseitig vorkragender Dachreiter mit einem achtseitigen schlanken Helm. Dieser wird von einem Wetterhahn bekrönt. Das Mauerwerk wird von einem umlaufenden Bogenfries verziert. 

## Ausstattung
- Eine elektrische Orgel sorgt für musikalische Begleitung.
- Im Dachreiter befindet sich eine Glocke[3]
- Die Kapelle besitzt eine Ornament- und Buntverglasung.
- In der Kapelle stehen ein Altar, ein Kruzifix, ein Beichtstuhl und verschiedene Heiligenfiguren.

## Galerie

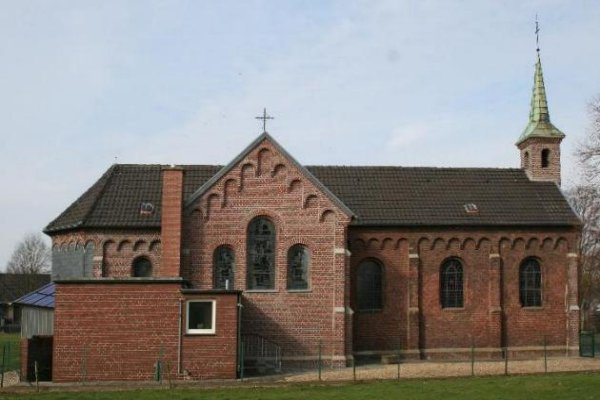
Seitenansicht
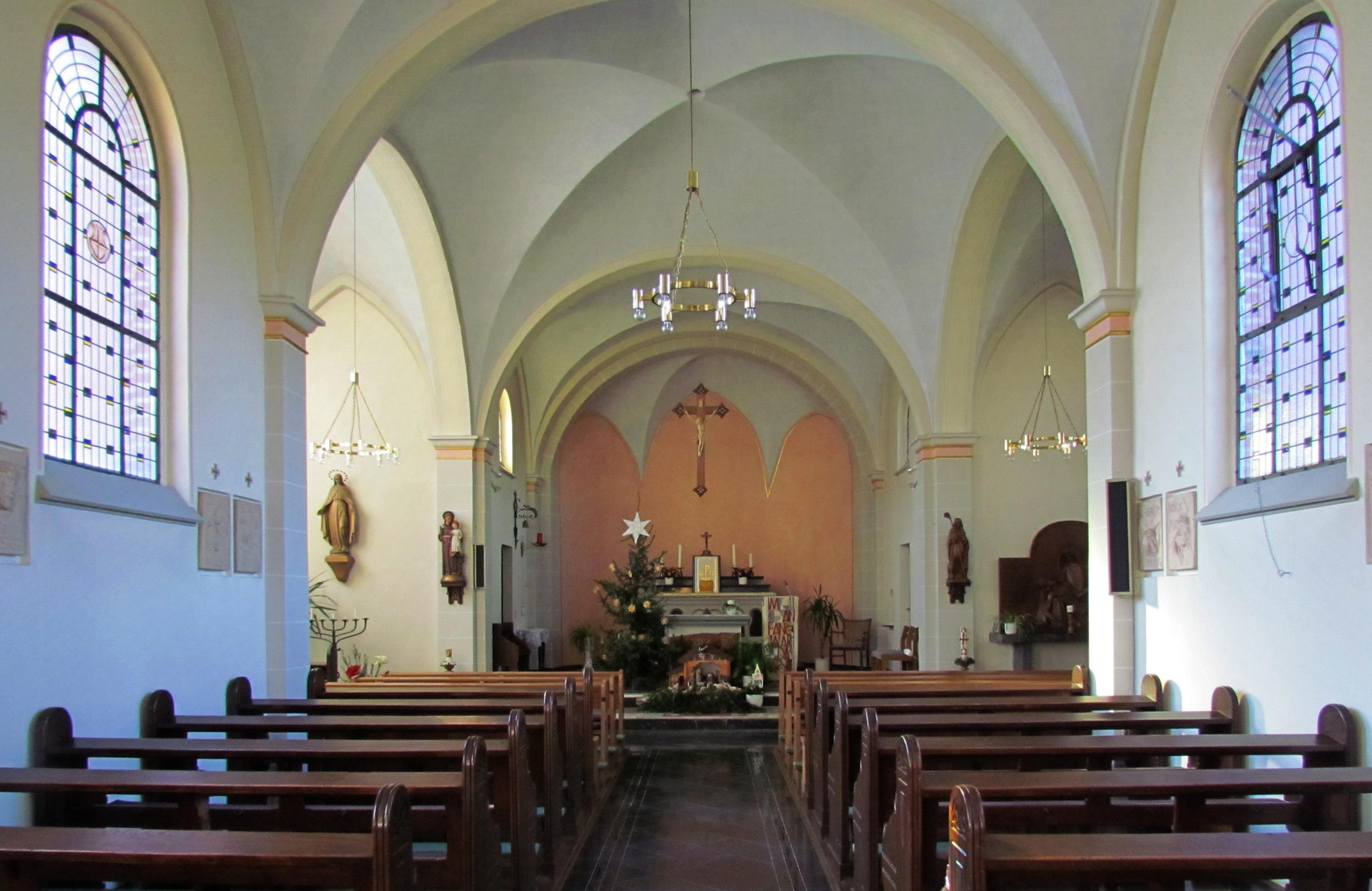
Kapellenansicht
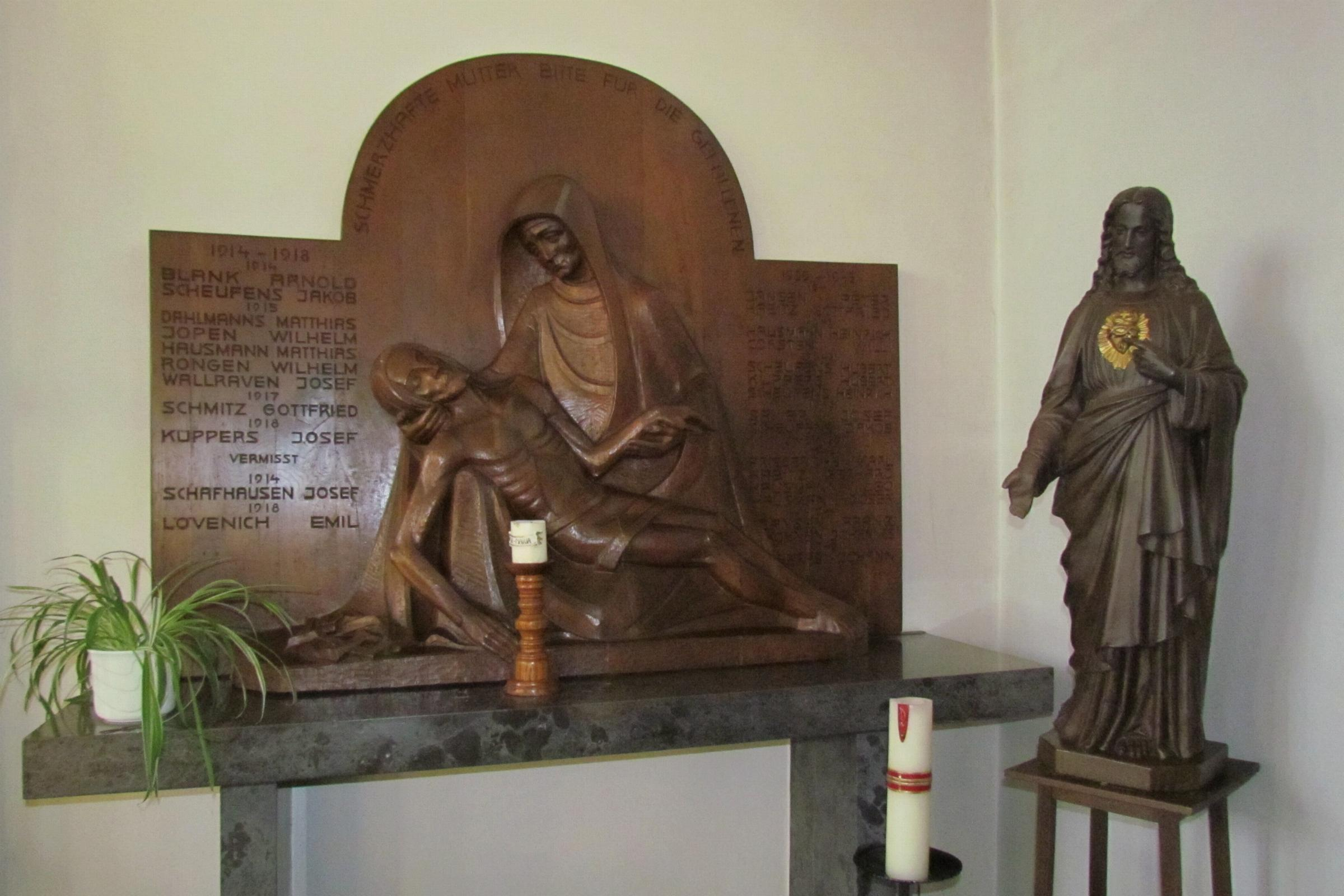
Kriegergedenkstätte
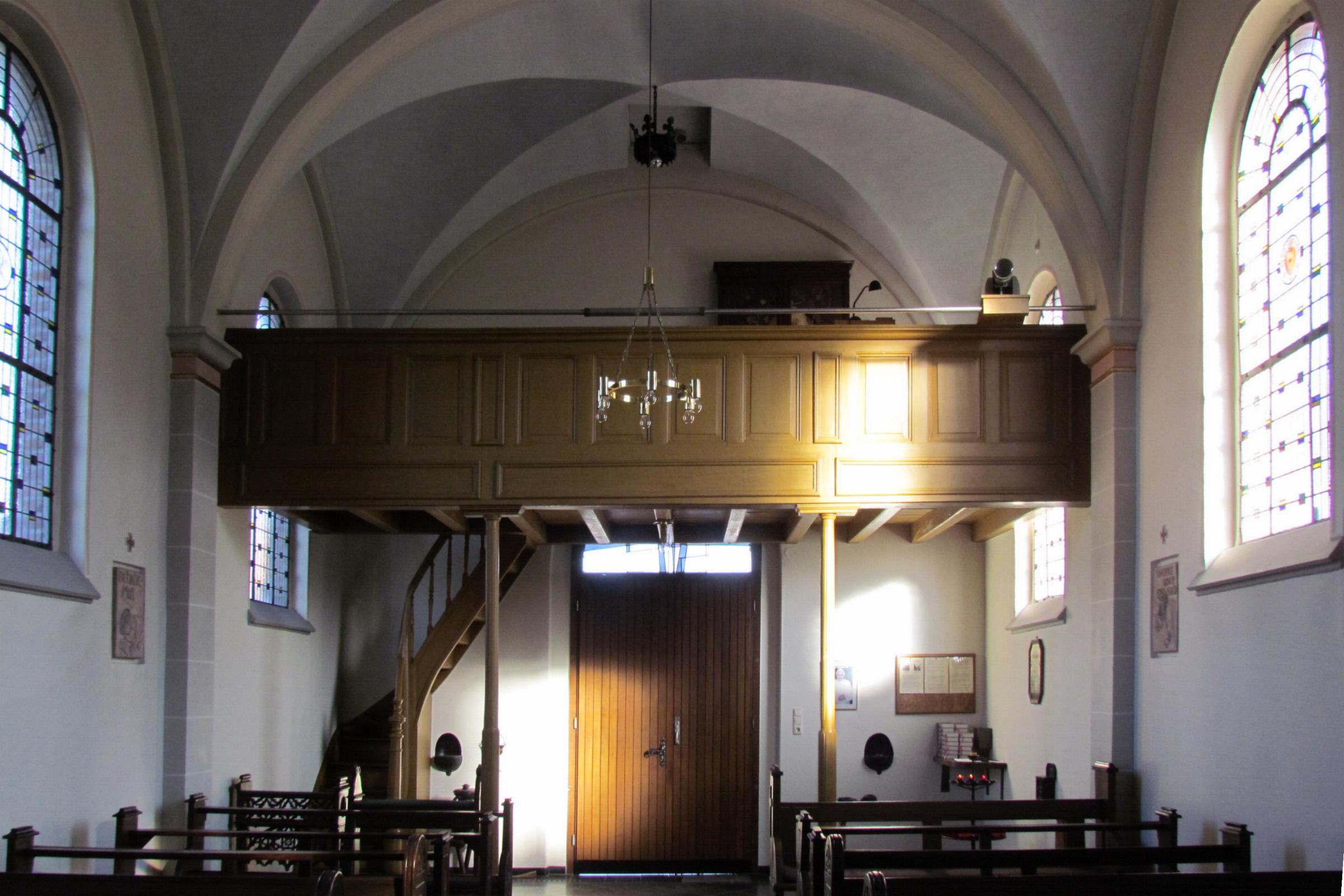
Empore
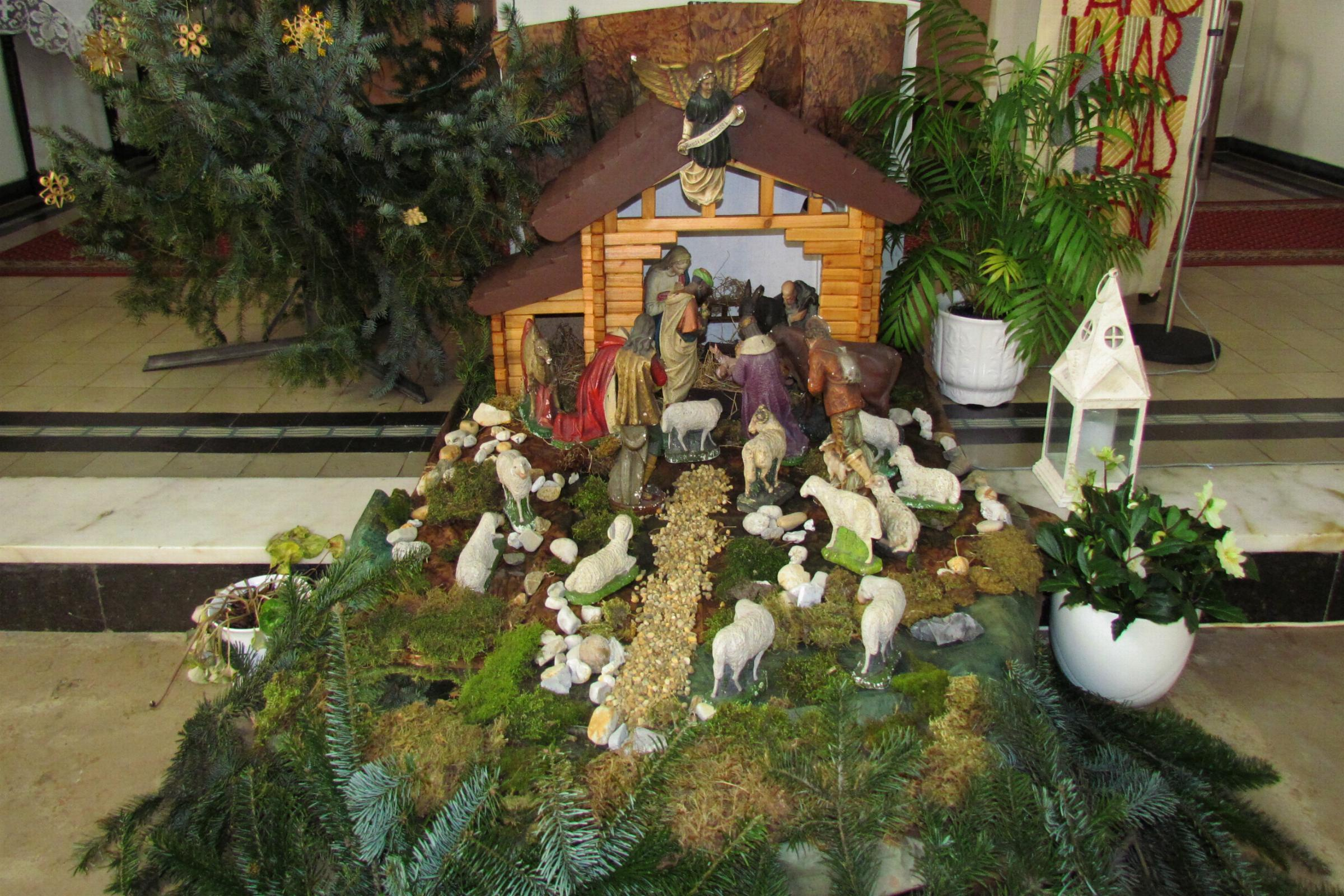
Krippe
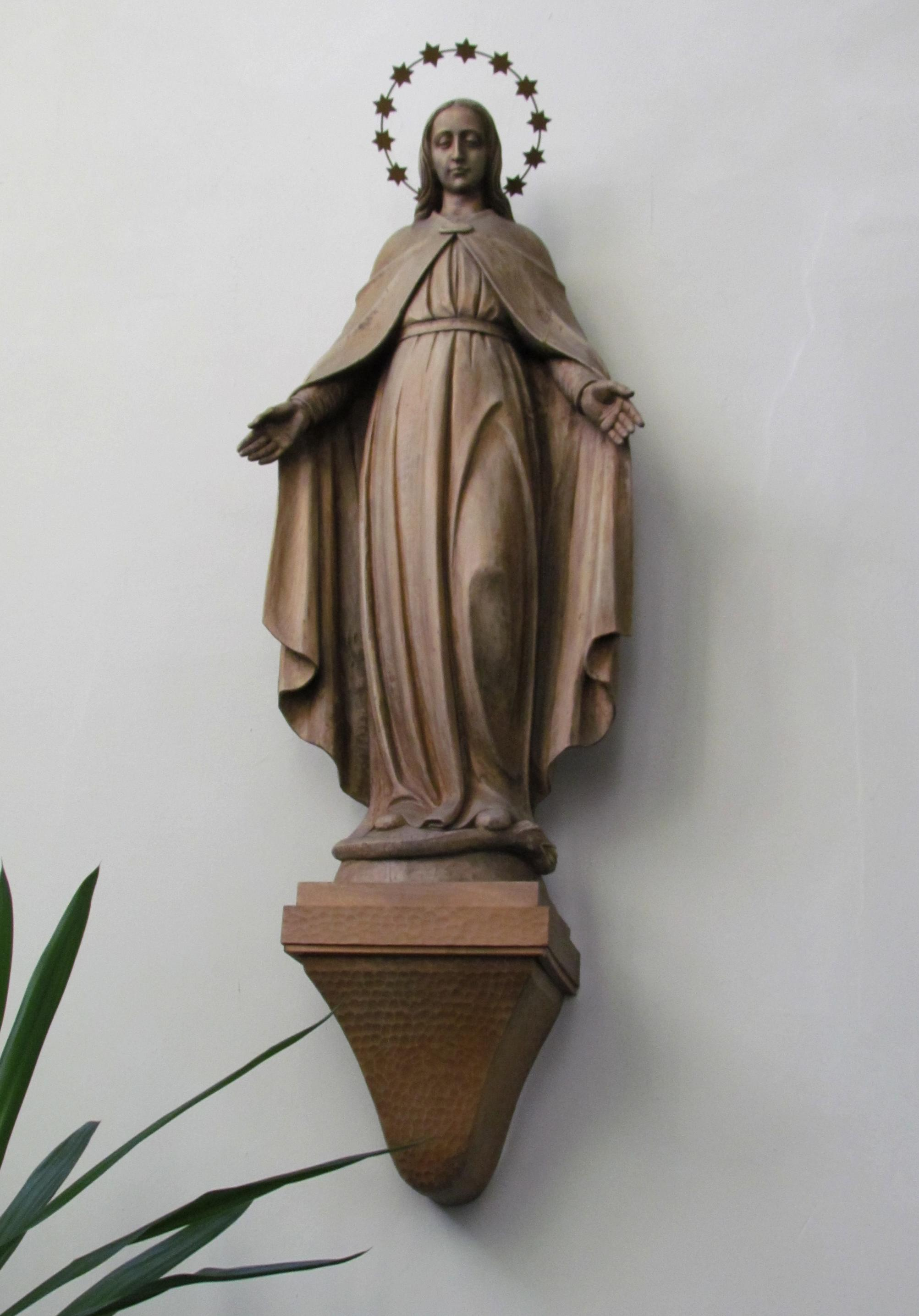
Marienfigur
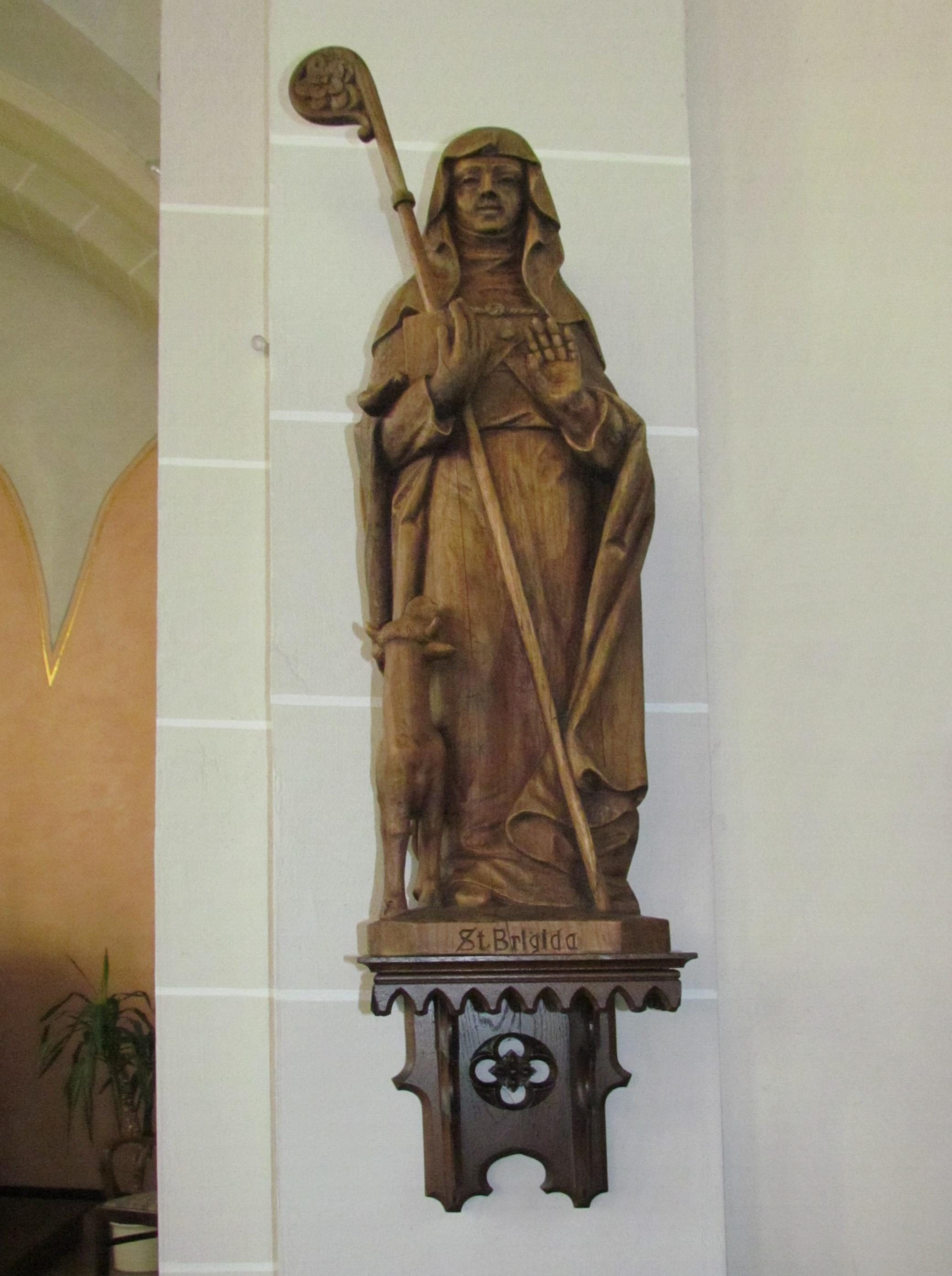
St.-Brigida Figur
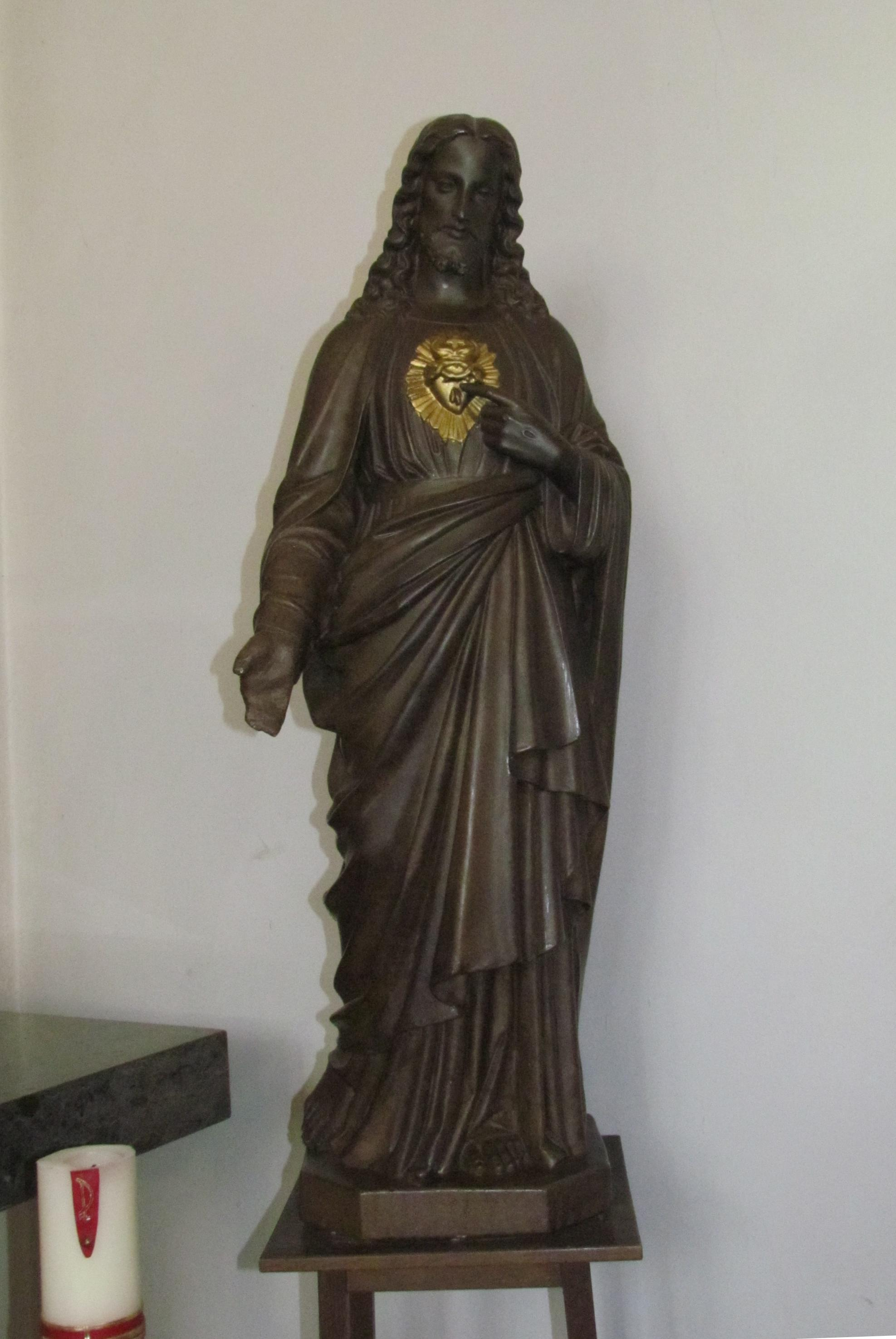
Herz-Jesu Figur
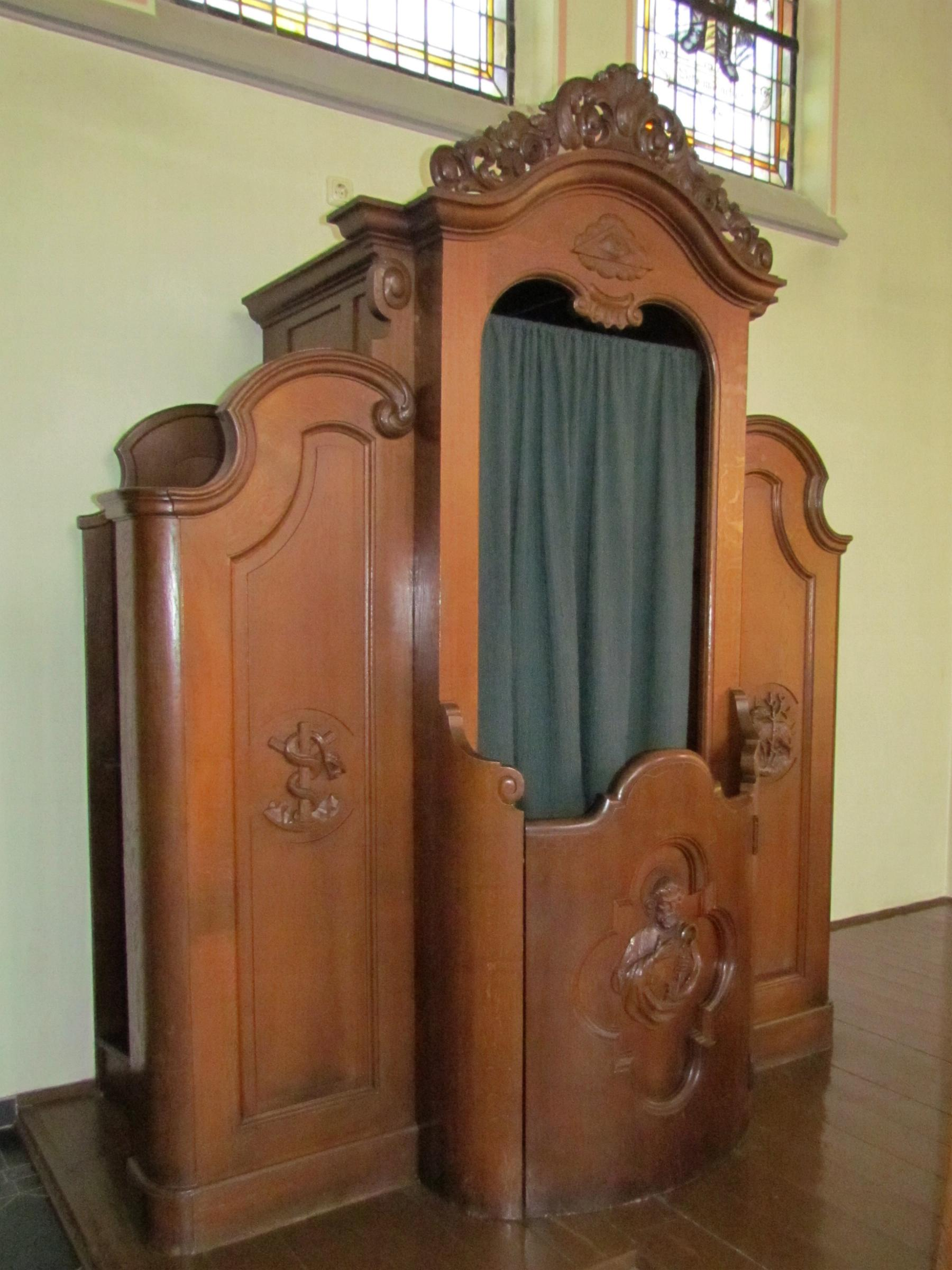
Beichtstuhl